# ميشال كيندريكس
مارفن ميتشال كريستوفر كندريكس ولد يوم 28 سبتمبر وهو لاعب كرة قدم أمريكي ظهير وهو وكيل لاعببن حر . لعب كرة القدم الجامعية لفريق كاليفورنيا جولدن بيرز ، فيلادلفيا إيجلز فاز كندريكس بسوبر بوول مع النسور. وفي سبتمبر 2018، أقر بأنه مذنب في التداول من الداخل وأطلق سراحه من قبل فريق كليفلاند براونز .